# Wasilla
Wasilla est une localité du borough de Matanuska-Susitna en Alaska, aux États-Unis. Sa population est de 7 831 habitants lors du recensement de 2010.

## Géographie
La ville se situe à mi-chemin entre la vallée de Matanuska et la vallée de Susitna Valley, sur la George Parks Highway. La ville s'étend entre le lac Wasilla et le lac Lucille, à 69 km au nord-est d'Anchorage et 16 km à l'ouest de Palmer. Environ un tiers des habitants de la ville se rendent quotidiennement à Anchorage (1 heure de route) pour travailler.
La George Parks Highway, la Glenn Highway et d'autres routes relient la ville à Anchorage, au reste de l'État et au Canada. L'Alaska Railroad dessert Wasilla qui dispose également d'un aéroport avec une piste goudronnée de 1 130 m. Les hydravions peuvent amerrir sur les lacs Wasilla, Jacobsen et Lucille. Il existe également une dizaine de pistes privées dans les environs.
Les températures moyennes en janvier varient de −16 °C à −2 °C et celles de juillet de 8 °C à 26 °C. Les précipitations annuelles sont en moyenne de 430 mm dont 130 cm de neige.
La ville a connu un important développement démographique dans les années 1970 et 1980, passant de 300 habitants en 1970 à 4 000 en 1990.

## Histoire
Wasilla a été fondée en 1917 lors de la construction de l'Alaska Railroad. L'origine de son nom est controversée, il proviendrait soit du nom d'un chef des Indiens Dena'ina nommé Wasilla (mot signifiant « respiration »), soit du prénom russe Vassili.
La ville de Wasilla fut incorporée en 1974.
En 1994, un référendum d'initiative populaire dans l'État pour déménager la capitale de l'Alaska de Juneau (excentrée dans l'Alaska du Sud-Est) à Wasilla échoua avec 96 000 voix pour et 116 000 voix contre.
En janvier 2006, un nouvel hôpital, le Mat-Su Regional Medical Center, ouvrit. Second plus grand hôpital de l'Alaska, il est situé en dehors des limites de la ville, à mi-chemin entre Wasilla et Palmer.

## Démographie
| Groupe                           | Anchorage | Alaska | États-Unis |
| -------------------------------- | --------- | ------ | ---------- |
| Blancs                           | 83,4      | 66,7   | 72,4       |
| Autochtones d'Alaska             | 5,2       | 14,8   | 0,9        |
| Métis                            | 6,5       | 7,3    | 2,9        |
| Autres                           | 6,5       | 1,6    | 6,2        |
| Asiatiques                       | 2,1       | 5,4    | 4,8        |
| Afro-Américains                  | 1,4       | 3,3    | 12,6       |
| Océaniens                        | 0,2       | 1,1    | 0,2        |
| Total                            | 100       | 100    | 100        |
|                                  |           |        |            |
| Hispaniques et Latino-Américains | 4,3       | 5,5    | 16,7       |

| 1930 | 1940 | 1950 | 1960 | 1970 | 1980  |
| ---- | ---- | ---- | ---- | ---- | ----- |
| 51   | 96   | 97   | 112  | 300  | 1 559 |

| 1990  | 2000  | 2010  | - | - | - |
| ----- | ----- | ----- | - | - | - |
| 4 028 | 5 469 | 7 831 | - | - | - |

## Personnalités
- Sarah Palin, qui devient gouverneure de l'Alaska en 2006 et colistière de John McCain, le candidat républicain à l'élection présidentielle de 2008, est conseillère municipale de Wasilla à partir de 1992, puis maire de Wasilla durant deux mandats, de 1996 à 1999, puis de 1999 à 2002.

## Source
- (en) Cet article est partiellement ou en totalité issu de l’article de Wikipédia en anglais intitulé « Wasilla, Alaska » (voir la liste des auteurs).